# اندیشه نو (روزنامه)
اندیشهٔ نو یکی از روزنامه‌های صبح ایران است. اندیشهٔ نو از روزنامه‌های اصلاح‌طلب ایران است. این روزنامه وابسته به حزب اسلامی کار می‌باشد و مدیر مسئولی آن را حجت‌الله حاجبی بر عهده دارد. نخستین شمارهٔ این روزنامه در تاریخ ۱۵ دی ۱۳۸۴ چاپ شد. از تاریخ ۱۲ خرداد ۱۳۸۸ به‌عنوان نخستین روزنامهٔ حامی میرحسین موسوی در دهمین دوره انتخابات ریاست جمهوری ایران ویژه‌نامه‌ای در ۲ صفحه انتشار کرد. پس از آن تا زمان توقیف در ۳۰ آذر ۱۳۸۸، این روزنامه در ۱۲ صفحه و در شمارگانی گسترده و سراسری منتشر شد.

## ویژه‌نامهٔ انتخاباتی روزنامه
این روزنامه تا پیش از انتشار دوبارهٔ یاس نو و آغاز انتشار کلمهٔ سبز، تنها روزنامه‌ای بود که به‌طور مستقیم به حمایت از موسوی می‌پرداخت. تحریریهٔ اندیشهٔ نو که گروهی متشکل از روزنامه‌نگاران برخی روزنامه‌های کشور بودند، این روزنامه را تا زمان انتخابات با هدف ارائهٔ بستهٔ خبری روزانه فعالیت‌های موسوی و حامیانش، عرضه کردند. سردبیر این روزنامه در دورهٔ انتخابات سید امیرحسین مهدوی بود.سیدحمید متقی نیز دبیر گروه سیاسی، بهراد مهرجو دبیر سرویس اقتصاد، بابک غفوری آذر مسئولیت بخش فرهنگ و هنر این روزنامه را بر عهده داشت. این روزنامه چهار صفحه‌ای در روز ۲۳ خرداد ۸۸ تعطیل شد.
پس از ۲۳ خرداد روزنامهٔ اندیشهٔ نو به شیوهٔ سال‌های گذشته منتشر شد.

## توقیف
روزنامهٔ اندیشهٔ نو در روز ۳۰ آذر ۸۸ مصادف با فوت آیت‌الله حسین علی منتظری به اتهام توهین به مقام رهبری توقیف شده بود. علت توقیف این روزنامه درج مطلبی از وبگاه رجا نیوز بود که به نامهٔ مهدی کروبی خطاب به هاشمی رفسنجانی در رابطه با وظایف مجلس خبرگان می‌پرداخت.

## رفع توقیف
مسئول دفتر سیاسی حزب اسلامی کار در روز ۱۰ آبان سال ۹۱ از انتشار دوبارهٔ روزنامهٔ اندیشهٔ نو در صورت تأمین منابع مالی آن خبر داده است.
روزنامهٔ اندیشهٔ نو پس از ۲ سال توقیف، روز ۳۰ مهر ماه مورد تجدید نظر خواهی قرار گرفت که حکم بدوی دادگاه مبنی بر برائت مدیر مسئول روزنامه از اتهامات وارد شده از طرف مدعی‌العموم تأیید شد.